# Rick Gates
Rick Gates (* 18. Oktober 1956) ist ein Internet-Pionier, der vor allem durch den von ihm veranstalteten Wettbewerb The Internet Hunt und den Vorschlag für eine Internetenzyklopädie, die Interpedia, bekannt geworden ist.
Er studierte an der Library School der University of California, als er im September 1992 begann, den monatlichen Wettbewerb „The Internet Hunt“ zu veranstalten. Dabei mussten Fragen ausschließlich mit Hilfe von Internet-Quellen beantwortet werden. Bei der Recherche kamen Internet-Dienste wie Usenet, FTP, Gopher und Telnet zum Einsatz (NCSA Mosaic, der erste populäre Webbrowser, wurde erst im April 1993 veröffentlicht). Mit dem Aufkommen des World Wide Web wurde der Wettbewerb im Oktober 1994 bis auf Weiteres beendet.
Am 22. Oktober 1993 machte er in der Usenet-Newsgroup alt.internet.services den nicht mehr zu überprüfenden Vorschlag, gemeinsam eine Enzyklopädie im Internet zu erstellen. Aus dieser Idee entwickelte sich das Projekt „Interpedia“, das als Vorläufer der Wikipedia gilt; (siehe Beitrag „Internet AS Encyclopedia“, 31. Oktober 1993 von Douglas P. Wilson in der Newsgroup alt.bbs.internet)
1995 ließ Rick Gates sich in Oregon nieder, wo er für die Software-Firma Net Assets arbeitete. Daneben lehrte er an verschiedenen Bibliotheksschulen in Oregon und an der University of Arizona School of Information Resources & Library Science. Zurzeit lebt er in Eugene, Oregon.

## Werke (Auswahl)
- Rick Gates, Steve Bang: Compression and archiving. In: The Electronic Library. Band 11, Nr. 2, 1993, S. 120–126, doi:10.1108/eb045221.
- Rick Gates: askSam for your information needs. In: Database. Band 19, Nr. 5, 1996, S. 70–73.
- Rick Gates: The culture of net navigation. In: The Electronic Library. Band 11, Nr. 4/5, 1993, S. 335–345, doi:10.1108/eb045256.
- Rick Gates: Internet cruising with the Internet Hunt. In: The Electronic Library. Band 11, Nr. 1, 1993, S. 19–24, doi:10.1108/eb045204.